# غيل برودسكي
غيل برودسكي (بالإنجليزية: Gail Brodsky)‏ مواليد 5 يونيو 1991 في زابوروجييه، أوكرانيا، هي لاعبة كرة مضرب أمريكية بدأت مسيرتها كمحترفة سنة 2007 تلعب باليد اليمنى. أعلى تصنيف لها في الفردي كان المركز الـ 182 في سنة 2012. أعلى تصنيف لها في الزوجي كان المركز الـ 348 في سنة 2011.

## النهائيات

### الفردي (4–3)
| الحصيلة | الرقم | التاريخ       | الدورة                        | الأرضية | المنافس         | النتيجة            |
| ------- | ----- | ------------- | ----------------------------- | ------- | --------------- | ------------------ |
| الوصافة | 1.    | 3 يوليو 2010  | غوسدال، النرويج               | صلبة    | فيكتوريا لارير  | 3–6, 4–6           |
| الفوز   | 1.    | 3 أكتوبر 2010 | بورتو، البرتغال               | ترابية  | كارولينا نواك   | 7–5, 6–1           |
| الفوز   | 2.    | 16 يناير 2011 | لو غوسييه، فرنسا              | صلبة    | ساتشيا فيكري    | 6–3, 2–6, 6–2      |
| الفوز   | 3.    | 18 يوليو 2011 | لا كورونيا، إسبانيا           | ترابية  | ألكسندرا بانوفا | 6-3 6-4            |
| الوصافة | 2.    | 9 يناير 2012  | بالم هاربور، الولايات المتحدة | صلبة    | جريس مين        | 6-2 2-6 4-6        |
| الوصافة | 3.    | 16 يناير 2012 | بلانتيشن، الولايات المتحدة    | ترابية  | لورين ديفيس     | 4-6 1-6            |
| الفوز   | 4.    | 21 يونيو 2015 | فكتوريا, كندا                 | صلبة    | نايومي توتكا    | 3–6, 6–2, 7–6(7–3) |

## روابط خارجية
- غيل برودسكي على موقع رابطة محترفات التنس (الإنجليزية)
- غيل برودسكي على موقع الاتحاد الدولي لكرة المضرب (الإنجليزية)
- غيل برودسكي على موقع خلاصة التنس.كوم (الإنجليزية)
- غيل برودسكي على موقع إي إس بي إن.كوم (الإنجليزية)